# Sjarhej Kryvec
Sjarhej Vjačaslavavič Kryvec (in bielorusso Сяргей Вячаслававіч Крывец?; in russo Сергей Вячеславович Кривец?, Sergej Vjačeslavovič Krivec; Hrodna, 8 giugno 1986) è un ex calciatore bielorusso, di ruolo centrocampista.

## Carriera

### Club
Il 30 settembre 2008 ha segnato un gol alla Juventus in Champions League (2-2), il primo della storia del BATĖ Borisov in questa competizione.
Il 23 dicembre 2009 viene ufficializzato il suo passaggio alla squadra polacca del Lech Poznań, a partire dal 1º gennaio 2010.

### Nazionale
Con la selezione giovanile del suo paese ha preso parte agli campionato europeo Under-21 2009 in Svezia.

## Palmarès

### Club
- Campionato bielorusso: 6

BATĖ Borisov: 2006, 2007, 2008, 2009, 2013, 2014
- Campionato polacco: 1

Lech Poznań: 2009-2010
- Supercoppa di Cina: 1

Jiangsu Sainty: 2013
- Supercoppa di Bielorussia: 1

BATĖ Borisov: 2014

### Individuale
- Calciatore bielorusso dell'anno: 1

2014